# Microrutela vidua
Microrutela vidua är en skalbaggsart som beskrevs av Jameson 1997. Microrutela vidua ingår i släktet Microrutela och familjen Rutelidae. Inga underarter finns listade i Catalogue of Life.